# 樹海の虜
『樹海の虜』（じゅかいのとりこ）は、名香智子による日本の漫画作品。小学館「コロネット」1981年初夏の号から夏の号にかけて連載された。
この項目では、続編の『黄金の少年』（おうごんのしょうねん）（「コロネット」1981年冬の号から1982年秋の号連載）についても合わせて解説する。

## 概要
『樹海の虜』は最初の予定では連載ではなく、秘境物の読み切りになる筈だった。しかし、1回では完結せずに、担当の編集者が交替になり、中絶になった。続けて連載された
『黄金の少年』も雑誌で完結されたわけではなく、サンコミックスの単行本で数ページ描き足されており、さらなる雄大な構想があったようである。
作者はこの連載をもって、美女姫やアンリが登場する作品を打ち切る予定であった。しかし、ほどなくして、アンリの両親の馴れ初めからはじまるシャルトル家シリーズを『プチフラワー』に発表している。なお、本作品はアンリほか、いといのフィロメーヌ、叔父のアランなども登場するが、美女姫たちは関与しておらず、厳密な意味では美女姫シリーズではなく、番外篇のスピンオフ作品である。

## あらすじ
ユカタン半島に発掘調査に出かけていたアンリ・ド・シャルトルが行方不明になり、三か月が立とうとしていた。アンリのいとこのパリスは、アンリの婚約者アネモネとともにアンリが行方不明になったという、グァテマラ・シティ郊外のティカルのマヤ文明遺跡に捜索の旅に出かけたが、ギルバートという観光客に冗談で脅されたパリスは思わず叫び声をあげてしまう。その声に呼応するかのように耳鳴りのような金属音がパリスたちを包み、気づくとマヤ文明を彷彿させる原住民に取り囲まれ、人間の活
動しているマヤの都市の中にいた。そこでククルカンという仮面の人物に出会ったパリスは彼からアネモネを守ろうとするが、ギルバートはククルカンはアンリその人だと指摘する。再度奇声をあげたパリスたちはニューヨークに戻ってきていた。
ギルバートは再度マヤの都市へゆくべく、遺跡からマヤの都市に転送された同じメンバーを集めてパリスに奇声を出すように仕向けた。そして無事マヤの都市に再度テレポートしたパリスはククルカンの仮面の裏の素顔を目の当たりにし、失意のうちに現代に戻ることとなる。
それからしばらくして、パリスとギルバートはみたびマヤの都市へと何者かの力によってテレポートされる。

## 登場人物

### 現代の人物
パリス
主人公。物語の開始時点では14歳。アンリのいとこで、彼にコスタスルゾールの発掘を手伝わせて貰う約束をしていた。彼の変声期前の声がマヤの都市へのテレポートの鍵になっていた。『黄金の少年』の際には変声期を終え、大人の声になってしまっていたため、自力でテレポートすることができなくなっていた。
アンリ・ド・シャルトル/ククルカン
この物語の主要人物。マヤ遺跡の発掘に赴いたまま行方不明になる。マヤの都市で額に火傷を追った状態で発見され、記憶を失ったまま以後、ククルカンとしてマヤ人の神になる。『黄金の少年』の時には有尾族に攻められ、右足を失っており、この時には現代での記憶を取り戻している。
アネモネ・ド・マレー
アンリの恋人。ユカタン半島で行方不明になったアンリを捜しにゆくが、パリスの奇声によるテレポートに巻き込まれる。ククルカンをアンリとすぐに見抜くが、彼女のことを思いやってついたパリスの嘘（ククルカンはアンリではない）を納得して聞いていた。『黄金の少年』では、シドの力によって、遅ればせながらマヤの都市へテレポートする。
ギルバート
黒眼鏡をかけた、イギリスの大学生。シャルトル財団の支援でマヤ遺跡の発掘をすることになっていた。パリスたちをサポートする役割を果たしている。『黄金の少年』でもパリスとともに、シドの力でテレポートされている。
ゴーマン
パリスたちとともに、ティカルの遺跡を訪れていた観光客。パリスの奇声に巻き込まれてマヤの都市へともに転送される。ギルバートの誘いでパリのシャルトル家の屋敷に招待され、再度マヤの都市へゆく。『黄金の少年』には登場していない。

### マヤの世界の人物
シド
マヤの都市の王族。アンリをククルカンに仕立てた人物。アネモネに、マヤの都市では若く美しい者しか生存を許されておらず、美しさを失ったものが自殺するのはやむないと説明する。シャラの存在を知り、ククルカンは必要なかったと悟り、元の世界に返すべく、パリスとギルバートを現代から呼び寄せる。死の間際、アネモネのところへテレポートし、彼女をマヤの都市へと連れてくることになる。
ミドリン
マヤの都市の王族で、シドの妹。パリスに一目惚れし、彼の子を宿すことを夢見るようになり、『黄金の少年』でもともに行動することになる。マヤの一般の女性同様、「自殺の女神」を信奉している。裏設定では、最終的にカピとともに現代にテレポートしたらしい。
ハーラ
マヤの都市の王族の女性。シドの許婚。医術を心得ており、傷ついたアンリを治療している。アンリのことを好きになり、彼の手にかかって殺されることを望んでいる。のちにアンリの娘を産む。
カピ
マヤの若者で、『黄金の少年』で登場。有尾人の襲撃の際、彼のみ都市にいなかったため、生き延びることができた。パリスやギルバートとともに行動をともにする。
シャラ
有尾人とマヤの混血で、『黄金の少年』で登場。「新しい国の大王」という意味。シドの異母弟。マヤ人の父親より、「聖地」に産まれるマヤ人の子供を保護するという使命を受けている。ミドリンを助けようとしたパリスに右耳を切り落とされ、彼のことを恨んでいる。
ストケシア
有尾人で、シャラの婚約者。媚薬を飲んだミドリンをシャラの浮気相手と勘違いする。アンリとハーラの娘を助け出している。

## 書誌情報
- 『樹海の虜』サンコミックスストロベリーシリーズ（『朝日ソノラマ』）1982年12月30日発行
  - 同時収録「はなばなしくも狂い咲き」・「花の妖術武芸帳」（『花の美女姫 』シリーズ）
- 『黄金の少年』サンコミックスストロベリーシリーズ（『朝日ソノラマ』）1983年1月31日発行
  - 同時収録「蛙の花婿」・「大理石の花嫁」（イラストストーリー）
- 『花の美女姫』フラワーコミックスワイド版第2巻（小学館）に収録。1990年11月20日発行
- 『花の美女姫』小学館文庫第3巻（小学館）に収録。1996年2月1日発行